# 市河助房
市河 助房（いちかわ すけふさ）は、鎌倉時代末期から南北朝時代の武将。

## 生涯
元亨元年（1321年）10月24日、父の盛房より信濃高井郡志久見郷の惣領職を譲られる。
元徳元年（1329年）6月23日、盛房の後家の尼せんかうより高井郡中野郷西条・志久見郷内の所領を譲与される。かねてより、中野郷西条の田地得分物について中野幸重と相論となっていたが、幸重の死後の元弘2年/正慶元年（1332年）12月23日に幕府は所領を相続した幸重の後家円阿に対し、助房に得分物を弁償・所領の3分の1を召し上げるよう裁定した。同月27日、幕府は中野幸重と後家円阿が滞納した志久見郷内石橋・壷山・細越の3ヶ村の年貢の支払いを求めた市河助房の訴えに対して、円阿に弁済するよう裁定した。
元弘3年/正慶2年（1333年）5月、新田義貞が挙兵すると、6月7日に弟の経助と甥の助泰はこれに合流し、同月17日には助房も加わり、足利尊氏勢に合流した。
同年8月3日、建武の新政の国宣により、某左兵衛督致治から知行を安堵され、同年11月5日には新たな信濃国司書博士清原氏から同様の安堵を受けた。
建武元年（1334年）8月16日、越後の本庄（小泉）持長らが謀反を起こすと、同国の守護代官・屋蔵与一らは兵を引き連れ、持長を誅した。同日、助房らは与一らの軍に合流した。
建武2年（1335年）2月5日、平長胤が後醍醐天皇の綸旨をもって信濃の敵軍を討つために、市河一族を招集するよう助房に伝える。
同年3月8日、助房ら市河一族は小笠原貞宗勢に属し、敵軍を水内郡常岩北条城にて破る。その後、府中の敵を鎮圧するため筑摩郡浅間宿に向かい、貞宗の軍に合流する。
同年6月、弟の経助らと共に信濃国司下向の際、これに参じる。
同年7月13日、倫房・親宗らは小笠原貞宗の軍に再び合流し、埴科郡青沼・福井河原、更級郡八幡河・篠井・四宮河原にて北条時行勢の四宮氏・保科氏・関屋氏・薩摩氏らと戦う。
延元2年/建武4年（1337年）1月18日より、足利尊氏・高師泰・村上信貞らは新田義貞追討の軍を越前金ヶ崎城に送る。同日、市河親宗・経助・助房代の小見経胤らは師泰・信貞等の軍に属して同城の攻撃にあたり戦功をあげた。
同年4月16日、新田勢の越後の池長久らが挙兵し、同日に市河助房代の島田助朝・高梨経頼の軍に属して、同国水科・水吉にて長久等と戦い戦功をあげた。
興国4年/康永2年（1343年）3月22日、助房は高井郡中野郷内西条・志久見郷の惣領職を、子の頼房に譲った。

## 関連作品
- 『逃げ上手の若君』（2024年、TOKYO MX、声：山本高広）